# Иллика, Луиджи
Луиджи Иллика (итал. Luigi Illica) — итальянский либреттист и драматург.

## Биография
Родился 9 мая 1857 года в Кастель-Аркуато (близ Пьяченцы). Литературную деятельность начал в 1882 году. Один из выдающихся итальянских либреттистов конца XIX — начала XX веков. Написал множество либретто в соавторстве с Джузеппе Джакоза к операм Джакомо Пуччини, в том числе — «Манон Леско» (Турин, 1893, совместно с Марио Прагой и Доменико Оливой), «Богема» (Турин, 1896), «Тоска» (Рим, 1900), «Мадам Баттерфляй» («Чио-Чио-сан») (Милан, 1904).
Иллика способствовал развитию жанра веризм в итальянском оперном театре. Среди других либретто автора: «Валли» Каталани, «Андре Шенье» и «Сибирь» Джордано, «Христофор Колумб» Франкетти, «Любовные обиды» Лупорини, «Ирис», «Маски» и «Изабелла» Масканьи, «Принц Зилах» Альфано, «Геллера» Монтемецци и др.
Скончался 16 декабря 1919 года в Коломбароне (близ Пьяченцы).